# Calificările pentru Campionatul Mondial de Fotbal 2018 (CAF)
Secțiunea africană a Calificărilor pentru Campionatul Mondial FIFA 2018 a fost un act al calificărilor pentru Campionatul Mondial de Fotbal 2018 ce s-a disputat în Rusia. Acesta s-a aplicat echipelor naționale de fotbal, membre ale CAF. În turneul final au fost disponibile 5 locuri pentru echipe din CAF.
Comitetul executiv CAF a aprobat formatul pentru Campionatul Mondial 2018 pe 14 ianuarie 2015, cu trei runde preliminarii înaintea unei faze finale pe grupe care să conțină 20 de echipe. Numărul rundelor preliminare a fost redus la două, conform informațiilor provenite de la FIFA la începutul lunii iulie 2015.

## Format
Structura calificărilor este după cum urmează:
- Prima rundă: Un total de 26 de echipe (echipele de pe locurile 28–53) vor juca tur și retur (acasă și în deplasare). Cele 13 echipe câștigătoare vor avansa în a doua rundă.
- A doua rundă: Un total de 40 de echipe (echipele de pe locurile 1–27 și cele 13 echipe câștigătoare în prima rundă) vor juca tur și retur (acasă și în deplasare). Cele 20 echipe câștigătoare vor avansa în a treia rundă.
- A treia rundă: Cele 20 de echipe care avansează din a doua rundă vor fi împărțite în 5 grupe a câte 4 echipe și vor juca tur-retur într-un sistem turneu. Câștigătoarele celor 5 grupe se vor califica la Campionatul Mondial de Fotbal 2018.

## Echipe eligibile
Toate cele 54 de echipe naționale afiliate FIFA (din partea CAF) sunt elegibile să joace. Totuși, Zimbabwe a fost exclusă din calificări pe 12 martie 2015, datorită neplății unei datorii către fostul antrenor.
Clasamentul FIFA pe națiuni din iulie 2015 a determinat împărțirea echipelor în primele două runde, trase la sorți în Rusia pe 25 iulie 2015. (Clasarea mondială în paranteze)
| Trec direct în runda a doua (Clasate de la 1 la 27) | Trec direct în runda a doua (Clasate de la 1 la 27) | Concurează în prima rundă (Clasate de la 28 la 53) | Concurează în prima rundă (Clasate de la 28 la 53) |
| --- | --- | --- | --- |
| 1. Algeria (19) 2. Coasta de Fildeș (21) 3. Ghana (25) 4. Tunisia (32) 5. Senegal (39) 6. Camerun (42) 7. Congo (47) 8. Capul Verde (52) 9. Egipt (55) 10. Nigeria (57) 11. Guineea (58) 12. RD Congo (60) 13. Mali (61) 14. Guineea Ecuatorială (63) | 1. Gabon (65) 2. Africa de Sud (70) 3. Zambia (71) 4. Burkina Faso (72) 5. Uganda (73) 6. Rwanda (78) 7. Togo (83) 8. Maroc (84) 9. Sudan (90) 10. Angola (92) 11. Mozambic (95) 12. Benin (96) 13. Libia (96) | 1. Niger (96) 2. Etiopia (101) 3. Malawi (108) 4. Sierra Leone (111) 5. Namibia (112) 6. Kenya (114) 7. Botswana (120) 8. Madagascar (122) 9. Mauritania (128) 10. Burundi (131) 11. Lesotho (131) 12. Guinea-Bissau (133) 13. Eswatini (138) | 1. Tanzania (139) 2. Gambia (143) 3. Liberia (161) 4. Republica Centrafricană (170) 5. Ciad (173) 6. Mauritius (180) 7. Seychelles (186) 8. Comore (187) 9. São Tomé și Príncipe (189) 10. Sudanul de Sud (195) 11. Eritrea (204) 12. Somalia (205) 13. Djibouti (207) |

Notă: Niger trebuie să concureze în prima rundă deoarece are mai puține puncte FIFA (345,31) decât Benin (345,46) și Libia (345,35). În clasamentul FIFA pe națiuni, echipele împărtășesc același loc dacă punctajul lor se rotunjește la același număr.

## Program
Programul competiției este după cum urmează.
| Runda         | Zi de meci   | Perioadă                             |
| ------------- | ------------ | ------------------------------------ |
| Prima rundă   | Tur          | 5–13 octombrie 2015                  |
| Prima rundă   | Retur        | 5–13 octombrie 2015                  |
| A doua rundă  | Tur          | 9–17 noiembrie 2015                  |
| A doua rundă  | Retur        | 9–17 noiembrie 2015                  |
| A treia rundă | Zi de meci 1 | 7 octombrie 2016 –9 octombrie 2016   |
| A treia rundă | Zi de meci 2 | 11 noiembrie 2016 –13 noiembrie 2016 |
| A treia rundă | Zi de meci 3 | 31 august 2017 –2 septembrie 2017    |
| A treia rundă | Zi de meci 4 | 4 septembrie 2017 –5 septembrie 2017 |
| A treia rundă | Zi de meci 5 | 6 octombrie 2017 –8 octombrie 2017   |
| A treia rundă | Zi de meci 6 | 6 noiembrie 2017 –8 noiembrie 2017   |

## Prima rundă
Tragerea la sorți pentru prima rundă a avut loc pe 25 iulie 2015 la Palatul Konstantinovsky din Sankt Petersburg, Rusia.
| Echipa #1               | Total   | Echipa #2     | Tur | Retur |
| ----------------------- | ------- | ------------- | --- | ----- |
| Somalia                 | 0–6     | Niger         | 0–2 | 0–4   |
| Sudanul de Sud          | 1–5     | Mauritania    | 1–1 | 0–4   |
| Gambia                  | 2–3     | Namibia       | 1–1 | 1–2   |
| São Tomé și Príncipe    | 1–3     | Etiopia       | 1–0 | 0–3   |
| Ciad                    | 2–2 (a) | Sierra Leone  | 1–0 | 1–2   |
| Comore                  | 1–1 (a) | Lesotho       | 0–0 | 1–1   |
| Djibouti                | 1–8     | Eswatini      | 0–6 | 1–2   |
| Eritrea                 | 1–5     | Botswana      | 0–2 | 1–3   |
| Seychelles              | 0–3     | Burundi       | 0–1 | 0–2   |
| Liberia                 | 4–2     | Guinea-Bissau | 1–1 | 3–1   |
| Republica Centrafricană | 2–5     | Madagascar    | 0–3 | 2–2   |
| Mauritius               | 2–5     | Kenya         | 2–5 | 0–0   |
| Tanzania                | 2–1     | Malawi        | 2–0 | 0–1   |

## A doua rundă
Tragerea la sorți pentru a doua rundă a avut loc pe 25 iulie 2015 la Palatul Konstantinovsky din Sankt Petersburg, Rusia.
| Echipa #1  | Total          | Echipa #2           | Tur | Retur |
| ---------- | -------------- | ------------------- | --- | --- |
| Niger      | 0–3            | Camerun             | 0–3 | 0–0 |
| Mauritania | 2–4            | Tunisia             | 1–2 | 1–2 |
| Namibia    | 0–3            | Guineea             | 0–1 | 0–2 |
| Etiopia    | 4–6            | Congo               | 3–4 | 1–2 |
| Ciad       | 1–4            | Egipt               | 1–0 | 0–4 |
| Comore     | 0–2            | Ghana               | 0–0 | 0–2 |
| Eswatini   | 0–2            | Nigeria             | 0–0 | 0–2 |
| Botswana   | 2–3            | Mali                | 2–1 | 0–2 |
| Burundi    | 4–5            | RD Congo            | 2–3 | 2–2 |
| Liberia    | 0–4            | Coasta de Fildeș    | 0–1 | 0–3 |
| Madagascar | 2–5            | Senegal             | 2–2 | 0–3 |
| Kenya      | 1–2            | Capul Verde         | 1–0 | 0–2 |
| Tanzania   | 2–9            | Algeria             | 2–2 | 0–7 |
| Sudan      | 0–3            | Zambia              | 0–1 | 0–2 |
| Libia      | 4–1            | Rwanda              | 1–0 | 3–1 |
| Maroc      | 2–1            | Guineea Ecuatorială | 2–0 | 0–1 |
| Mozambic   | 1–1 3–4 d.l.d. | Gabon               | 1–0 | [[Calificările pentru Campionatul Mondial de Fotbal 2018 (CAF) – a doua rundă#Gabon v Mozambique\|0–1 d.p.]] |
| Benin      | 2–3            | Burkina Faso        | 2–1 | 0–2 |
| Togo       | 0–4            | Uganda              | 0–1 | 0–3 |
| Angola     | 1–4            | Africa de Sud       | 1–3 | 0–1 |

## A treia rundă
În această grupă vor intra cei 20 de câștigători din a doua rundă. Vor fi 5 grupe a câte 4 echipe. Fiecare câștigător de grupă se va califica la Campionatul Mondial de Fotbal 2018.

### Grupe
| Departajarea la Calificările pentru Campionatul Mondial FIFA 2018 |
| --- |
| În formatul turneului tur-retur, clasarea echipelor în fiecare grupă se bazează pe următoarele criterii (prevăzute în Articolele 20.6 și 20.7): 1. Puncte (3 puncte pentru o victorie, 1 punct pentru un egal, 0 puncte pentru o înfrângere) 2. Diferența de goluri 3. Golaveraj 4. Puncte în meciuri între echipe aflate la egalitate 5. Diferența de goluri în meciuri între echipe aflate la egalitate 6. Goluri marcate în meciuri între echipe aflate la egalitate 7. Goluri marcate în deplasare în meciuri între echipe aflate la egalitate (dacă egalitatea este doar între două echipe) 8. Meciuri play-off pe teren neutru (dacă sunt aprobate pe Comitetul de Organizare FIFA), cu prelungiri și lovituri de departajare dacă este nevoie |

#### Grupa A
| Loc | Echipa       | MJ | V | E | Î | GM | GP | DG | Pct | Calificare                                              |
| --- | ------------ | -- | - | - | - | -- | -- | -- | --- | ------------------------------------------------------- |
| 1   | Tunisia (Q)  | 6  | 4 | 2 | 0 | 11 | 4  | +7 | 14  | Echipă calificată la Campionatul Mondial de Fotbal 2018 |
| 2   | RD Congo (E) | 6  | 4 | 1 | 1 | 14 | 7  | +7 | 13  |                                                         |
| 3   | Libia (E)    | 6  | 1 | 1 | 4 | 4  | 10 | −6 | 4   |                                                         |
| 4   | Guineea (E)  | 6  | 1 | 0 | 5 | 6  | 14 | −8 | 3   |                                                         |

#### Grupa B
| Loc | Echipa      | MJ | V | E | Î | GM | GP | DG | Pct | Calificare                                              |
| --- | ----------- | -- | - | - | - | -- | -- | -- | --- | ------------------------------------------------------- |
| 1   | Nigeria (Q) | 6  | 4 | 2 | 0 | 12 | 4  | +8 | 14  | Echipă calificată la Campionatul Mondial de Fotbal 2018 |
| 2   | Zambia (E)  | 6  | 2 | 2 | 2 | 7  | 6  | +1 | 8   |                                                         |
| 3   | Camerun (E) | 6  | 1 | 4 | 1 | 7  | 9  | −2 | 7   |                                                         |
| 4   | Algeria (E) | 6  | 0 | 2 | 4 | 4  | 11 | −7 | 2   |                                                         |

#### Grupa C
| Loc | Echipa               | MJ | V | E | Î | GM | GP | DG  | Pct | Calificare                                              |
| --- | -------------------- | -- | - | - | - | -- | -- | --- | --- | ------------------------------------------------------- |
| 1   | Maroc (Q)            | 6  | 3 | 3 | 0 | 11 | 0  | +11 | 12  | Echipă calificată la Campionatul Mondial de Fotbal 2018 |
| 2   | Coasta de Fildeș (E) | 6  | 2 | 2 | 2 | 7  | 5  | +2  | 8   |                                                         |
| 3   | Gabon (E)            | 6  | 1 | 3 | 2 | 2  | 7  | −5  | 6   |                                                         |
| 4   | Mali (E)             | 6  | 0 | 4 | 2 | 1  | 9  | −8  | 4   |                                                         |

#### Grupa D
| Loc | Echipa            | MJ | V | E | Î | GM | GP | DG | Pct | Calificare                                              |
| --- | ----------------- | -- | - | - | - | -- | -- | -- | --- | ------------------------------------------------------- |
| 1   | Senegal (Q)       | 6  | 4 | 2 | 0 | 10 | 3  | +7 | 14  | Echipă calificată la Campionatul Mondial de Fotbal 2018 |
| 2   | Burkina Faso (E)  | 6  | 2 | 3 | 1 | 10 | 6  | +4 | 9   |                                                         |
| 3   | Capul Verde (E)   | 6  | 2 | 0 | 4 | 4  | 12 | −8 | 6   |                                                         |
| 4   | Africa de Sud (E) | 6  | 1 | 1 | 4 | 7  | 10 | −3 | 4   |                                                         |

#### Grupa E
| Loc | Echipa     | MJ | V | E | Î | GM | GP | DG | Pct | Calificare                                              |
| --- | ---------- | -- | - | - | - | -- | -- | -- | --- | ------------------------------------------------------- |
| 1   | Egipt (Q)  | 6  | 4 | 1 | 1 | 8  | 3  | +5 | 13  | Echipă calificată la Campionatul Mondial de Fotbal 2018 |
| 2   | Uganda (E) | 6  | 2 | 3 | 1 | 3  | 2  | +1 | 9   |                                                         |
| 3   | Ghana (E)  | 6  | 1 | 4 | 1 | 7  | 5  | +2 | 7   |                                                         |
| 4   | Congo (E)  | 6  | 0 | 2 | 4 | 5  | 12 | −7 | 2   |                                                         |